# Chorthippus hallasanus
Chorthippus hallasanus är en insektsart som först beskrevs av Sergey Storozhenko och Paik 2007.  Chorthippus hallasanus ingår i släktet Chorthippus och familjen gräshoppor. Inga underarter finns listade i Catalogue of Life.